# 輝影國際
輝影國際集團有限公司，簡稱輝影國際集團，以及輝影國際（英語：Jackin International Holdings Limited，港交所除牌時0630.HK），在1983年由何燕琼女士（已辭退董事會主席）創立一家當時生產錄影帶公司，業務當時主要經營環保再造及銷售電腦打印及影像產品、製造、銷售及分銷數據媒體產品。
該股份自1996年11月28日在香港交易所主板上市。但由於電子行業長期成本增加。於是在2009年，以2900萬美元收購SE Metal65%股權已完成，而在2010年9月15日，正式更名為國金資源控股有限公司至今。

## 連結
- GuojinResources.com